# Первокаменский сельсовет
Первокаменский сельсовет — муниципальное образование со статусом сельского поселения и административно-территориальное образование в Третьяковском районе Алтайского края России. Административный центр — село Первокаменка.

## Население
| 1997  | 1998  | 1999  | 2000  | 2001  | 2002  |
| ----- | ----- | ----- | ----- | ----- | ----- |
| 1135  | ↘1061 | ↘1045 | ↘1028 | ↘1005 | ↗1012 |
| 2003  | 2004  | 2005  | 2006  | 2007  | 2008  |
| ↘1008 | ↘932  | ↘930  | ↗1005 | ↘1002 | ↘1001 |
| 2009  | 2010  | 2011  | 2012  | 2013  | 2014  |
| ↘916  | ↘684  | ↘681  | ↘669  | ↘643  | ↘609  |
| 2015  | 2016  | 2017  | 2018  | 2019  | 2020  |
| ↘603  | ↘575  | ↘555  | ↘545  | ↘537  | ↗543  |
| 2021  |       |       |       |       |       |
| ↘539  |       |       |       |       |       |

По результатам Всероссийской переписи населения 2010 года, численность населения муниципального образования составила 684 человека, в том числе 342 мужчины и 342 женщины. Оценка Росстата на 1 января 2012 года — 669 человек.

## Населённые пункты
В состав сельского поселения входит один населённый пункт — село Первокаменка.